# Leila Aboulela
Leila Aboulela (arabă: 'ليلى ابوالعلا) (n. 1964) este o scriitoare sudaneză.